# Jean Xiphilin
Pour le patriarche de Constantinople, voir Jean VIII Xiphilin.
Jean Xiphilin (en grec : Ιωάννης Ξιφιλίνος) est un historien et auteur religieux byzantin de la fin du XIe siècle, neveu du patriarche de Constantinople Jean VIII Xiphilin. Comme ce dernier, il exerça d'importantes fonctions administratives (comme logothète), et fut moine.

## Son œuvre
Jean Xiphilin a rédigé un épitomé de l'Histoire romaine de Dion Cassius, très précieux dans la mesure où il couvre des parties perdues de l'ouvrage : de celui-ci, sur 80 livres, sont conservés les livres 36 à 60 (de 68 av. J.-C. à 47 apr. J.-C.) et des passages des livres 78 et 79 (règnes de Caracalla, Macrin et Héliogabale) ; Jean Xiphilin résume depuis le livre 35 (à partir de 79 av. J.-C.) jusqu'au livre 80 (fin en 229 apr. J.-C.), avec une lacune correspondant au règne d'Antonin le Pieux et aux dix premières années de Marc Aurèle (de 138 à 170). Jean Zonaras, dont la Chronique s'appuie sur Dion Cassius pour toute cette période, couvre cette lacune. 
L'abrégé de Xiphilin a été traduit en latin par le cardinal d'Armagnac et publié par les Estienne (Paris, 1551 et 1592). L'Abrégé de Xiphilin a été traduit dans les principales langues de l'Europe ; il l'a été en français par Boisguilbert, Paris, 1674, 2 vol. in-12 ; et par le président Cousin, ibid., 1678, in-4°, et 1686, 2 vol. in-12. La traduction italienne de F. Baldelli, Venise, 1562, a été réimprimée plusieurs fois. Luigi Bossi en a donné une autre à Milan en 1822, in-8°. L'abrégé est joint, ou intégré, à toutes les éditions de Dion Cassius, avec également le passage utile de Zonaras ; il en est notamment ainsi dans l'édition Loeb.
Jean Xiphilin est d'autre part l'auteur d'un ménologe couvrant le calendrier du mois de février au mois d'août, destiné à compléter celui de Syméon Métaphraste et dédié à l'empereur Alexis Ier ; on en conserve une traduction géorgienne médiévale. Un recueil de cinquante-trois sermons pour les dimanches de l'année (moins Pâques et Pentecôte, et trois sermons pour le septième dimanche de Matthieu), intitulé Ἑρμηνευτικαὶ διδασκαλίαι, lui est généralement attribué, mais quelques manuscrits portent d'autres noms d'auteur. Ces sermons sont inspirés de Jean Chrysostome.

## Sources
- Marie-Nicolas Bouillet  et Alexis Chassang (dir.), « Jean Xiphilin » dans Dictionnaire universel d’histoire et de géographie, 1878 (lire sur Wikisource)
- Jean-Claude Cheynet (dir.), Le monde byzantin, 641-1204, "Nouvelle Clio", PUF, 2006.